# Петр (Паргинос)
Митрополи́т Пе́тр (греч. Μητροπολίτης Πέτρος, в миру Панайо́тис Паргино́с, греч. Παναγιώτης Παργινός; род. 1964, Йоханнесбург) — епископ Александрийской православной церкви, митрополит Аккрский.

## Биография
В 1982 году окончил Южно-Африканский греческий педагогическо-технический институт (ΣAΧΕΤΙ). Затем изучал английскую и греческую филологию в Витватерсрандском университете и Университете Ранд Африкаанс.
В 1990 году начал преподавать греческий язык и культуру в Южно-Африканском греческом педагогическо-техническом институте, где был назначен главой кафедры эллинистики.
В феврале 1998 года митрополитом Камерунским Феодором (Хорефтакисом) был рукоположён в сан диакона.
В декабре того же года митрополитом Йоханнесбургским Иоанном (Захариу) был рукоположён во пресвитера.
Окончил англоязычное отделение Баламандского богословского института, где получил магистерскую степень со специализацией по экклезиологии.
Окончил римо-католическое училище святого Августина в Йоханнесбурге со степенью магистра философии, где прошёл ряд курсов по христианской этике, педагогике, межхристианскому и межрелигиозному диалогу, пастырству и психологии. Лицензированный специалист по экзистенциальной психотерапии (логотерапии).
Служил священником в Йоханнесбургской митрополии — вначале в храме святого Нектария, а затем в храме Сретения Господня при Греческом педагогическо-техническом институте, где он одновременно преподавал. В то же время координировал учебную программу катехизических школ митрополии и поддерживал контакты с молодёжью, многократно выступая с лекциями перед молодёжными аудиториями. Являлся лектором в римо-католическом училище святого Августина в Йоханнесбурге, где вёл курсы по церковной истории, а также по религиозному и экуменическому движению и диалогу.
В 2017 году основал, организовал и возглавил Академию святого Марка, предлагающую дистанционное богословское образование.
В 2019 году закончил работу над докторской диссертацией на тему о диалоге с Римо-католической церковью в Северо-Западном университете ЮАР.
9 октября 2019 года решением Священного Синода Александрийского Патриархата был избран митрополитом Аккрским.
6 декабря 2019 года в храме святого Николая в Каире был хиротонисан во епископа Аккрского. Хиротонию совершили: Патриарх Александрийский Феодор II, митрополит Найробский Макарий (Тиллиридис), митрополит Нигерийский Александр (Яннирис), митрополит Иоаннопольский Дамаскин (Папандреу), митрополит Мемфисский Никодим (Приангелос), митрополит Пилусийский Нифон (Цаварис), митрополит Навкратийский Наркисс (Гаммох), епископ Кисумский и Западнокенийский Марк (Феодосис), епископ Нитрийский Никодим (Булаксис) и епископ Вавилонский Феодор (Дридакис).